# Preslava Best Video Selection 1
Вижте пояснителната страница за други значения на Преслава.
Preslava Best Video Selection 1 е първият видеоалбум на Преслава излиза на видеокасета и DVD през 2005 година и включва всички издадени клипове на певицата. Два от траковете са дуети, а девет са лайв версии – една в ТВ версия, два от концерт, четири от промоция на албум, другият от турне. Режисьор на шест от видеоклиповете е Николай Скерлев и три от Людмил Иларионов.

## Песни
1. Финални думи
2. Дяволско желание
3. Обичам те
4. Мили мой
5. Нямам право
6. Завинаги твоя
7. Другата жена
8. Тази нощ безумна
9. Безразлична
10. Помниш ли
11. Обещание
12. Молиш ме (дует с Рашид Ал Рашид)
13. Горчиви спомени (ремикс)
14. Дума за вярност
15. Ден благословен
16. Раздвоени (дует с Милко Калайджиев)
17. Всеотдайност
18. Микс лятно турне 2005
  1. Нямаш сърце
  2. Горчиви спомени
  3. Завинаги твоя
  4. Мили мой
  5. Мразя те
  6. Обичам те
  7. Дяволско желание